# زیگ رومان
زیگ رومان (انگلیسی: Sig Ruman; ۱۱ اکتبر ۱۸۸۴ – ۱۴ فوریهٔ ۱۹۶۷) یک هنرپیشه اهل آلمان بود.
از فیلم‌ها یا برنامه‌های تلویزیونی که وی در آن نقش داشته است می‌توان به شب و روز، نینوتچکا، آوای برنادت، داستان گلن میلر، بودن یا نبودن، هودینی، شبی در اپرا، رفیق ایکس، نشان عقاب، والس بزرگ، یک روز در مسابقه، بازداشتگاه شماره ۱۷، سوئز، کریسمس سفید، هایدی، سیر در عرش، به دلت بد نیار اشاره کرد.

## مرگ
رومان در ۱۴ فوریه ۱۹۶۷ در خانه خود در جولیان، کالیفرنیا، در سن ۸۲ سالگی بر اثر حمله قلبی درگذشت. او در گورستان جولیان، شهرستان سن دیگو، کالیفرنیا به خاک سپرده شد.